# Christian Scaroni
Christian Scaroni (Brescia, 16 de octubre de 1997) es un ciclista profesional italiano que desde 2022 corre para el equipo XDS Astana Team.

## Biografía
En 2015 se proclamó campeón de Italia junior en ruta. En 2019 fichó por el nuevo equipo continental Groupama-FDJ. Sin una propuesta del equipo WorldTeam Groupama-FDJ, finalmente se unió al equipo ruso Gazprom-RusVelo en 2020.
En julio de 2022 se incorporó al equipo Astana Qazaqstan y amplió su contrato para la temporada 2023 en noviembre.

## Palmarés
2022
- 2 etapas de la Adriática Iónica

2025
- Clásica Var
- Tour de los Alpes Marítimos, más 1 etapa
- 1 etapa del Giro de Italia

## Resultados en Grandes Vueltas
| Carrera | Carrera         | 2019 | 2020 | 2021 | 2022 | 2023 | 2024 | 2025 |
| ------- | --------------- | ---- | ---- | ---- | ---- | ---- | ---- | ---- |
|         | Giro de Italia  | ―    | —    | —    | ―    | 58.º | Ab.  | 40.º |
|         | Tour de Francia | —    | ―    | —    | —    | —    | —    | —    |
|         | Vuelta a España | —    | ―    | —    | —    | —    | —    | —    |

—: no participa
Ab.: abandono

## Equipos
- Groupama-FDJ Continental (2019)
- Gazprom-RusVelo (2020-2022)
- Astana (2022-)
  - Astana Qazaqstan Team (2022-2024)
  - XDS Astana Team (2025-)